# Sjakalen
 For alternative betydninger, se Sjakalen (flertydig). (Se også artikler, som begynder med Sjakalen)
Sjakalen eller Sjakalen Carlos var det dæknavn, som terroristen Ilich Ramírez Sánchez (født 12. oktober 1949) gennem mange år var kendt under.

## Tidligt liv
Carlos blev født i Caracas, Venezuela. Hans far, en marxistisk jurist, navngav ham Ilich, da det er Lenins mellemnavn, Carlos har to mindre søskende der hedder Lenin og Vladimir. Han blev uddannet i en lokal skole i Caracas og sluttede sig til ungdomsafdelingen af det nationale kommunistparti i 1959.
I 1966 tog han med sin mor til London hvor han blandt andet studerede på London School of Economics, efter at forældrene var blevet skilt, senere studerede han i Moskva, men blev smidt ud på grund af sin upassende livsstil.

## Indmeldelse i PFLP
Carlos havde i starten af 1970'erne meldt sig til Folkefronten til Palæstinas Befrielse og var der blevet uddannet i træningslejre som revolutionær guerillasoldat, det var her han fik pseudonymet Carlos.
I 1973 begik han sin første terroraktion, et fejlslået drabsforsøg på den jødiske forretningsmand Joseph Sieff. Det var dog i Europa, han blev kendt for en række terroraktioner med nedskydningen af tre politimænd og en anden terrorist i Paris 27. juni 1975 som den første. Det var efter denne, at han blev kendt under sit dæknavn. Carlos brugte han selv, mens Sjakalen stammede fra Frederick Forsyths roman af samme navn, hvoraf et eksemplar blev fundet i en lejlighed, hvor Carlos havde boet. I medierne blev lighedspunkterne mellem virkelighedens Carlos og fiktionens Sjakalen betonet, og efterhånden kom navnene til at høre sammen.
Blandt hans iøjnefaldende aktioner var kidnapningen af OPECs olieministre på et møde i Wien 21. december 1975. Ministrene blev løsladt igen i Algier mod en større løsesum, som Sjakalen i øvrigt beholdt en pæn del af selv.
I det hele taget var der mange tegn på, at selv om mange af Sjakalens aktioner var knyttet sammen med politiske formål som palæstinensernes sag, var hans motiver i lige så høj grad egoistiske. De voldelige aktioner gav ham en pæn portion penge, som han brugte på det søde liv.
Med den kolde krigs afslutning var Sjakalens muligheder også blevet mindre (han havde en tid spillet på modsætningerne mellem øst og vest), og 15. august 1994 fangede franske agenter ham i Sudan. De tog ham med tilbage til Frankrig, hvor han blev idømt fængsel på livstid i 1997 for 83 mord og en række andre forbrydelser.